# Homokbödöge
Homokbödöge je vesnice v Maďarsku v župě Veszprém, spadající pod okres Pápa. Nachází se asi 9 km východně od Pápy. V roce 2015 zde žilo 703 obyvatel, z nichž 92,6 % tvoří Maďaři.
Zajímavostí je, že Homokbödöge má ve svém znaku stejně jako Česká republika dvouocasého lva.
Kromě hlavní části Homokbödöge zahrnuje i malé části Dóchegy a Kovácstanya.
Homokbödöge leží na silnici 8303. Je přímo silničně spojen s obcemi Nagytevel a Ugod. Homokbödöge leží mezi potoky Gyimóti-Séd a Öreg-Séd, které se stékají. Gyimóti-Séd se poté vlévá do potoka Gerence, který se vlévá do řeky Marcal.
V Homokbödöge se nachází dva kostely, katolický kostel Szent Imre herceg-templom a evangelický kostel. Je zde též škola, hřbitov, kavárna a malý obchod.